# Humboldt-Schule (Kiel)
Die Humboldt-Schule, auch Humboldt-Schule Kiel, ist ein städtisches Gymnasium in Form einer Offenen Ganztagsschule in der schleswig-holsteinischen Landeshauptstadt Kiel. Die Schule wurde 1861 gegründet und befindet sich seit 1877 an ihrem heutigen Standort im Kieler Stadtteil Schreventeich zwischen der Klopstockstraße und der Humboldtstraße am Knooper Weg.
Die Schule ist nach den Brüdern Alexander und Wilhelm von Humboldt benannt. Das historische Schulgebäude von 1877 steht inzwischen unter Denkmalschutz.

## Geschichte

### Gründung und Anfangsjahre (1861–1877)

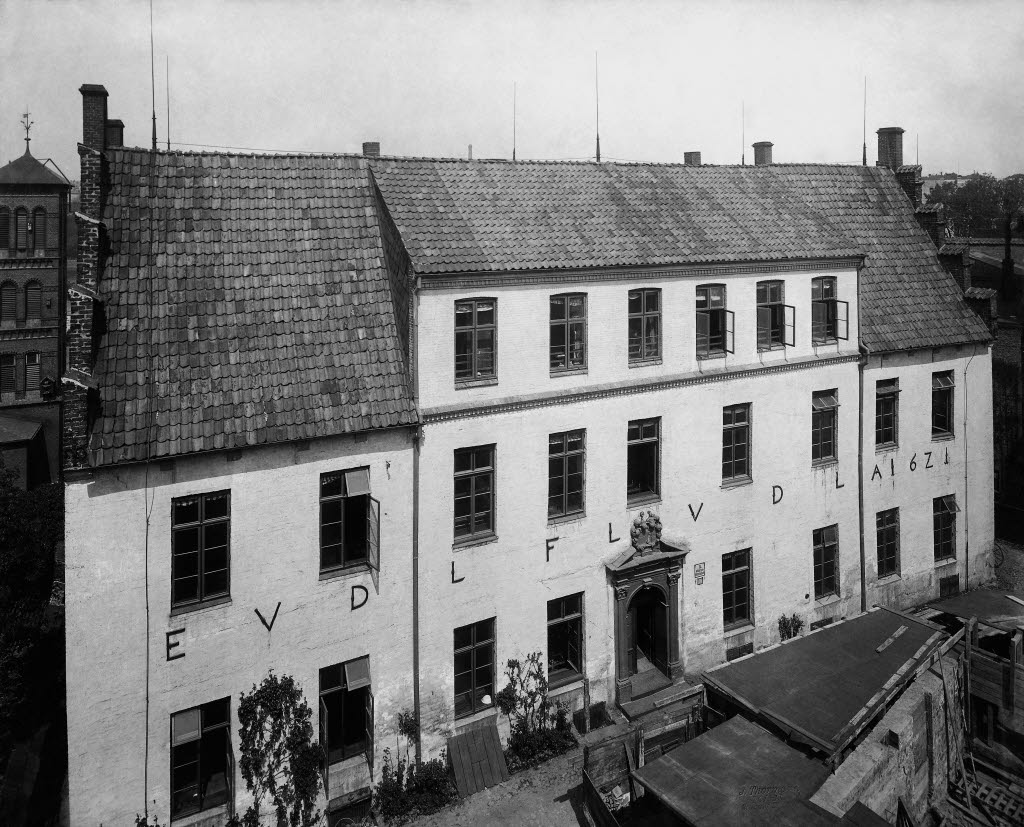
Der Buchwaldsche Hof in Kiel um 1904

Gemäß einem Gründungsbeschluss des Kieler Stadt-Consistoriums, dessen Bekanntmachung am 17. Mai 1861 erfolgte, wurde die Schule am 21. Oktober 1861 als Höhere Knaben-Bürgerschule eröffnet. Die Schule war anfangs im Buchwaldschen Hof am Kleinen Kiel untergebracht und hatte im ersten Jahr 260 Schüler. Sie hatte erst fünf Klassenstufen im nächsten Jahr kam die sechste und im übernächsten die siebte. Im Mittelpunkt des damaligen Unterrichts standen die Naturwissenschaften und die modernen Fremdsprachen. Von 1871 bis 1874 wurde die Bürgerschule in eine lateinlose Realschule 2. Ordnung umgewandelt. Im Jahr 1875 wurde an der Schule die erste Reifeprüfung absolviert.
Beim damaligen Schulgebäude handelte es sich um den ursprünglich 1621 für Ägidius von der Lancken errichteten Wohnsitz, der sich seit 1787 im Besitz des alten holsteinischen Adelsgeschlechts Buchwald befand und ihr als adliger Freihof diente. Es war der größte Kieler Adelshof, in dem unter anderem 1814 die Vertragsschließung des Friedens von Kiel zwischen Dänemark, Schweden und England stattfand. 1944 wurde der Buchwaldsche Hof im Krieg zerstört.

### Die Kaiserzeit (1877–1918) und Weimarer Zeit (1918–1933)

Aula der Humboldt-Schule Kiel um das Jahr 1900

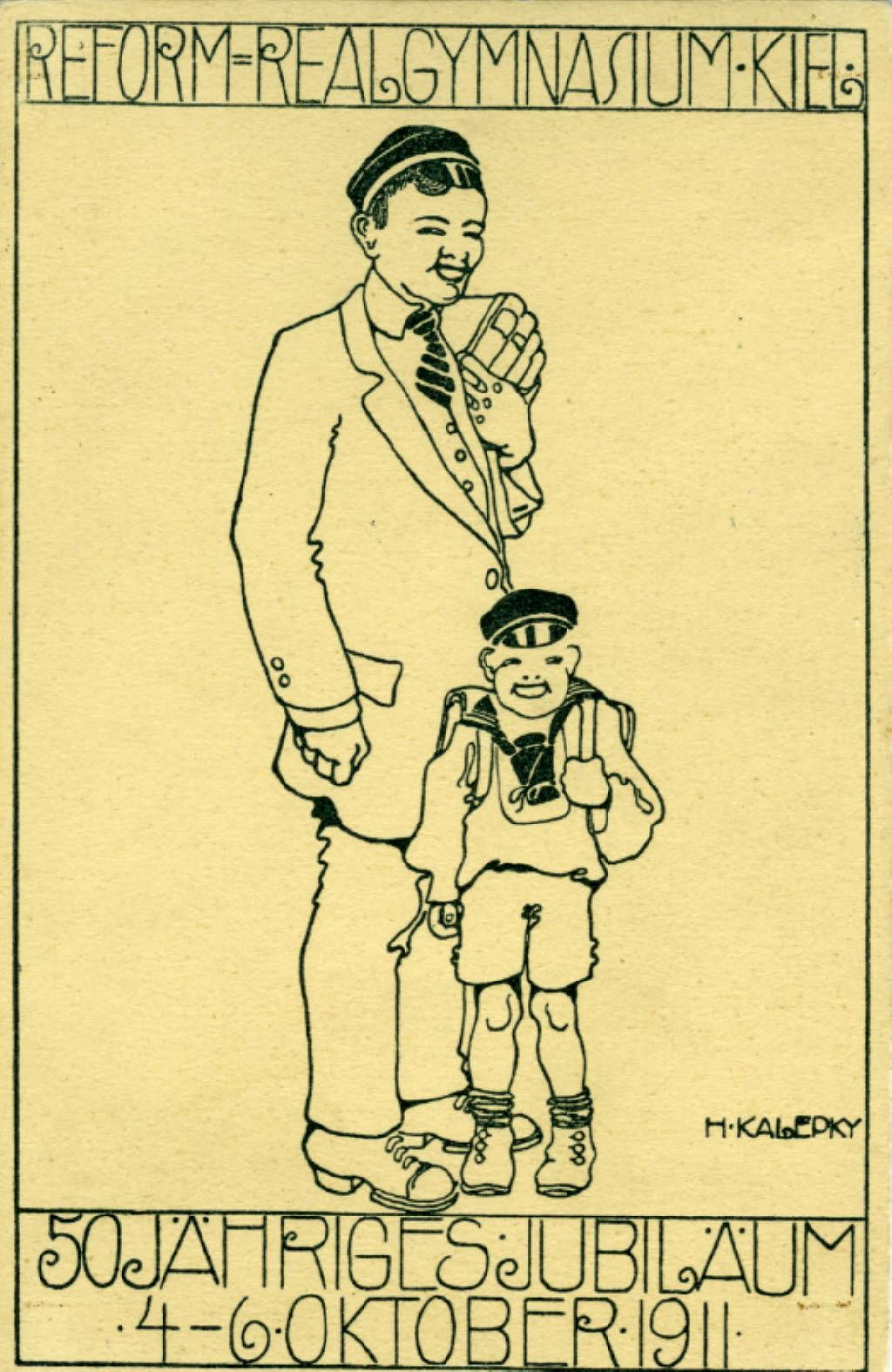
Plakat zum 50-jährigen Jubiläum

Im Jahr 1877 bezog die Schule in Kiel-Schreventeich am Knooper Weg ein neu errichtetes Schulgebäude, das heutige Hauptgebäude der Schule. Das inzwischen erweiterte und mit Ergänzungsbauten versehene Schulgelände liegt östlich des Gewässers Schreventeich, der dem Stadtteil seinen Namen gab. Ab 1880 wurde die Schule als Oberrealschule geführt. 1888 erhielt die Schule eine Turnhalle und 1892 wurde ein Schulgarten angelegt. 1903 wurde ein Schüler-Ruderclub gegründet, der den Namen AEGIR erhielt. Von 1907 bis 1908 wurde die Schule um einen Neubauflügel an der Klopstockstraße erweitert, der 1909 eingeweiht wurde. Gleichzeitig wurde die Schule ab 1909 als Reform-Realgymnasium weiter geführt. Im Jahr 1914 wurde die erste weibliche Lehrkraft an der Schule tätig.

Kreuzung vor der Schule 1908

1920 wurde die Vorschule abgeschafft. 1922 wurde in der Schulaula ein Mahnmal zu Ehren der Gefallenen des Ersten Weltkriegs eingeweiht. 1926 erfolgte die Angliederung eines Zuges „Deutsche Oberschule“ nach der Richertschen Gymnasialreform von 1924/25. 1927 wurden der Verein der Freunde der Schule gegründet und das 50-jährige Bestehen des Schulhauses gefeiert. 1928 wurde als damals moderne Errungenschaft ein „Lautsprechapparat mit mehreren Platten für den neusprachlichen Unterricht“ angeschafft.

### Die Nationalsozialistische Zeit (1933–1945)
1936 wurde das 75. Schuljubiläum gefeiert. Im Jahr 1937 wurde die Schule in der „Reichskriegshafen-Stadt“ Kiel – im Rahmen der allgemeinen Propaganda und Kriegs-Mobilisierungsideologie der NS-Zeit – in Admiral-Graf-Spee-Schule umbenannt, zu Ehren des Vizeadmirals und von den Nationalsozialisten heroisierten „Seehelden“ Graf Spee, der während des Ersten Weltkriegs, im Dezember 1914 in der Seeschlacht bei den Falklandinseln gefallen war. Ebenfalls im Jahr 1937 wurde die Schule zur „Oberschule neuer Art“ umgewandelt; außerdem wurde der Schüler-Ruderclub AEGIR verboten. Während des Zweiten Weltkriegs entstand 1941 infolge der Luftangriffe auf deutsche Städte ein Bombenschaden am Altbauflügel. Im Rahmen der Erweiterten Kinderlandverschickung wurden dann Schüler der Schule in verschiedene Ostseebäder evakuiert, und zwar 1941 in das auf der Insel Usedom gelegene Seebad Bansin in der damaligen Provinz Pommern und 1944 in das ostholsteinische Seebad Grömitz an der Lübecker Bucht. Als 1945 ein umfangreicher Bombenschaden am Neubauflügel entstand, musste die Schule geschlossen werden.

### Schulleiter
- Rudolf Dietz (1861–1871)
- Ernst Meissel (1871–1895)
- Gustav Luppe (1895–1899)
- Emil Hausknecht (1900–1906)
- Albert Harnisch (1907–1928)
- Adam Weygoldt (1928–1936)
- Wolfgang Lüllemann (1936–1945)
- Willy Danielsen (1947–1958)
- Fritz Heber (1959–1970)
- Helmut Kobligk (1971–1991)
- Hans-Michael Kiefmann (1991–2012)
- Dagmar Vollbehr (Februar 2012–2024)
- Timo Off (ab August 2024)

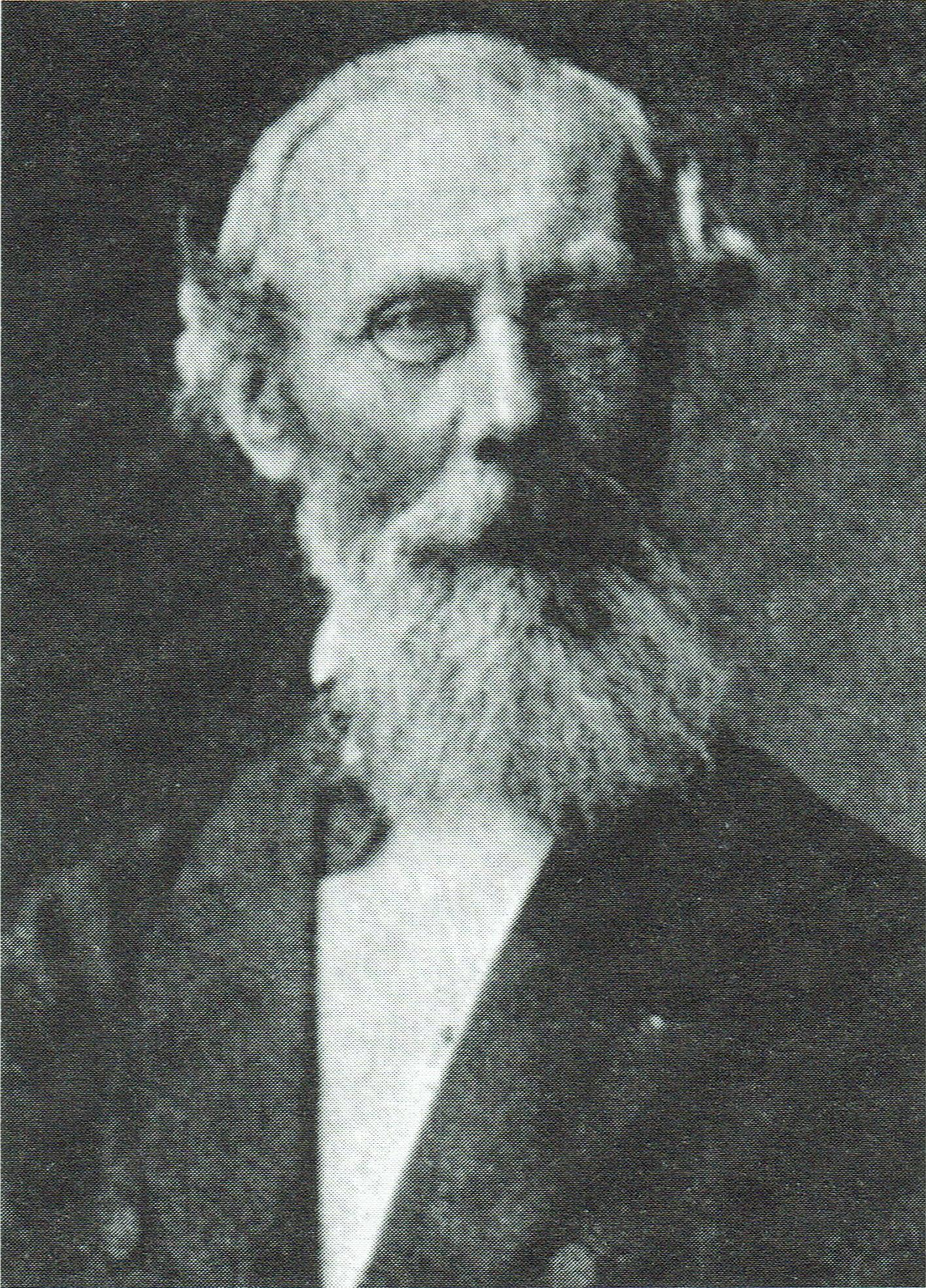
Rudolf Dietz
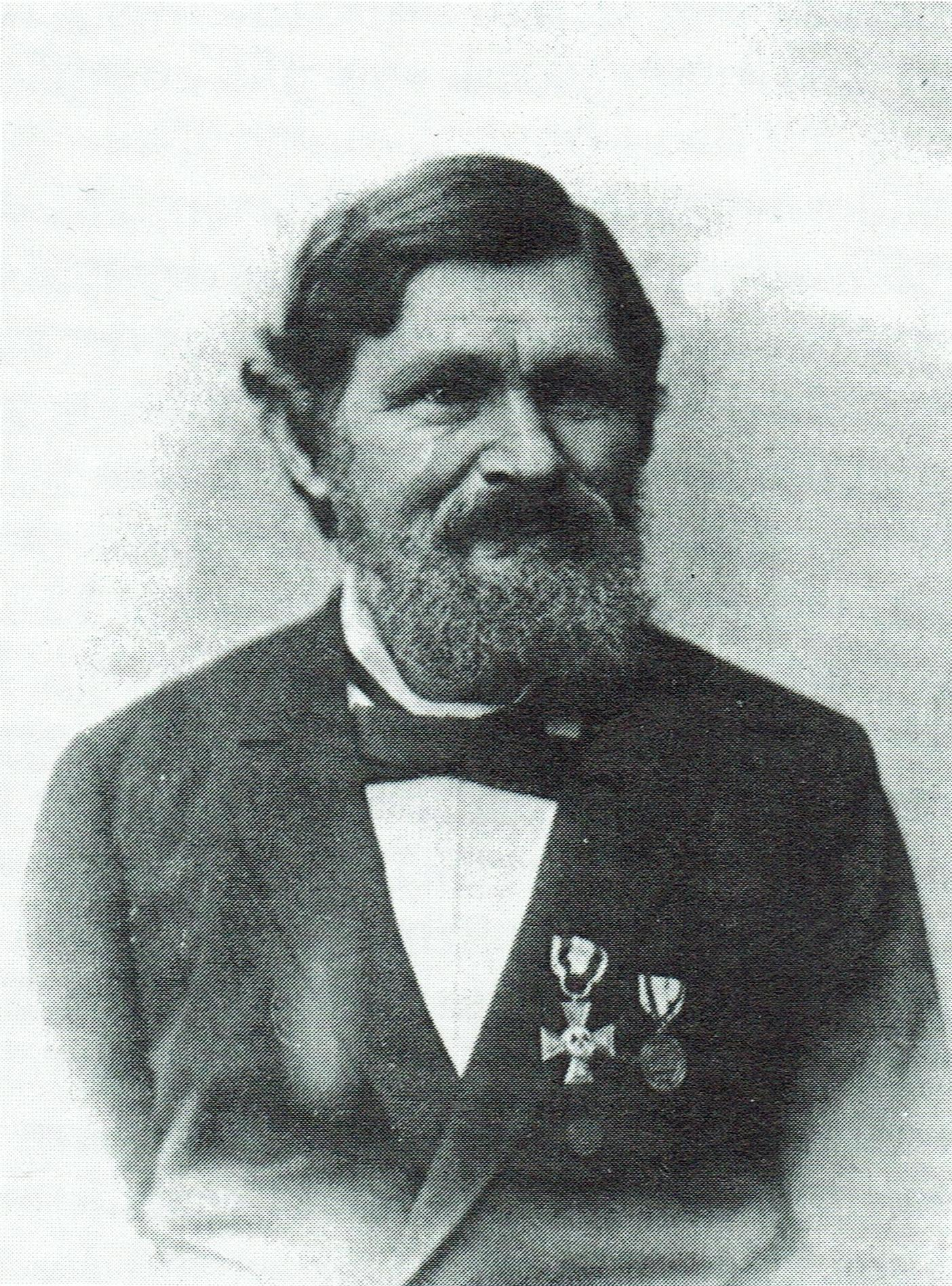
Ernst Meissel
Gustav Luppe
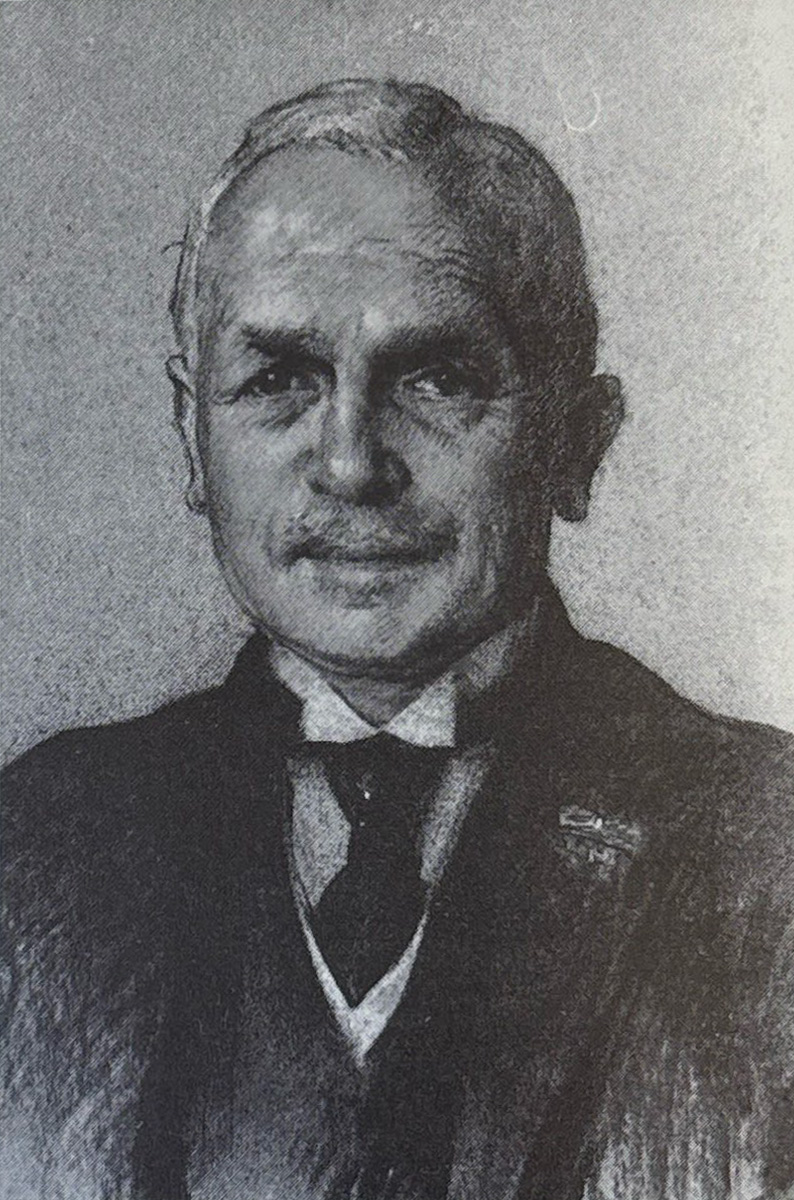
Albert Harnisch

### Flagge
Die historische Flagge der Schule wurde am 24. März 1898 nach der Entlassung der Abiturienten übergeben. Sie besteht aus Seide und bezieht sich auf die Schleswig-Holsteinische Erhebung: Die zwei Frauen beziehen sich wahrscheinlich auf die Landesteile Schleswig und Holstein und der 24. März 1848 war der Gründungstag der Provisorischen Regierung von Schleswig-Holstein. Sie war seit 1933 verschollen, wurde aber 1983 im alten Dachboden wiedergefunden.

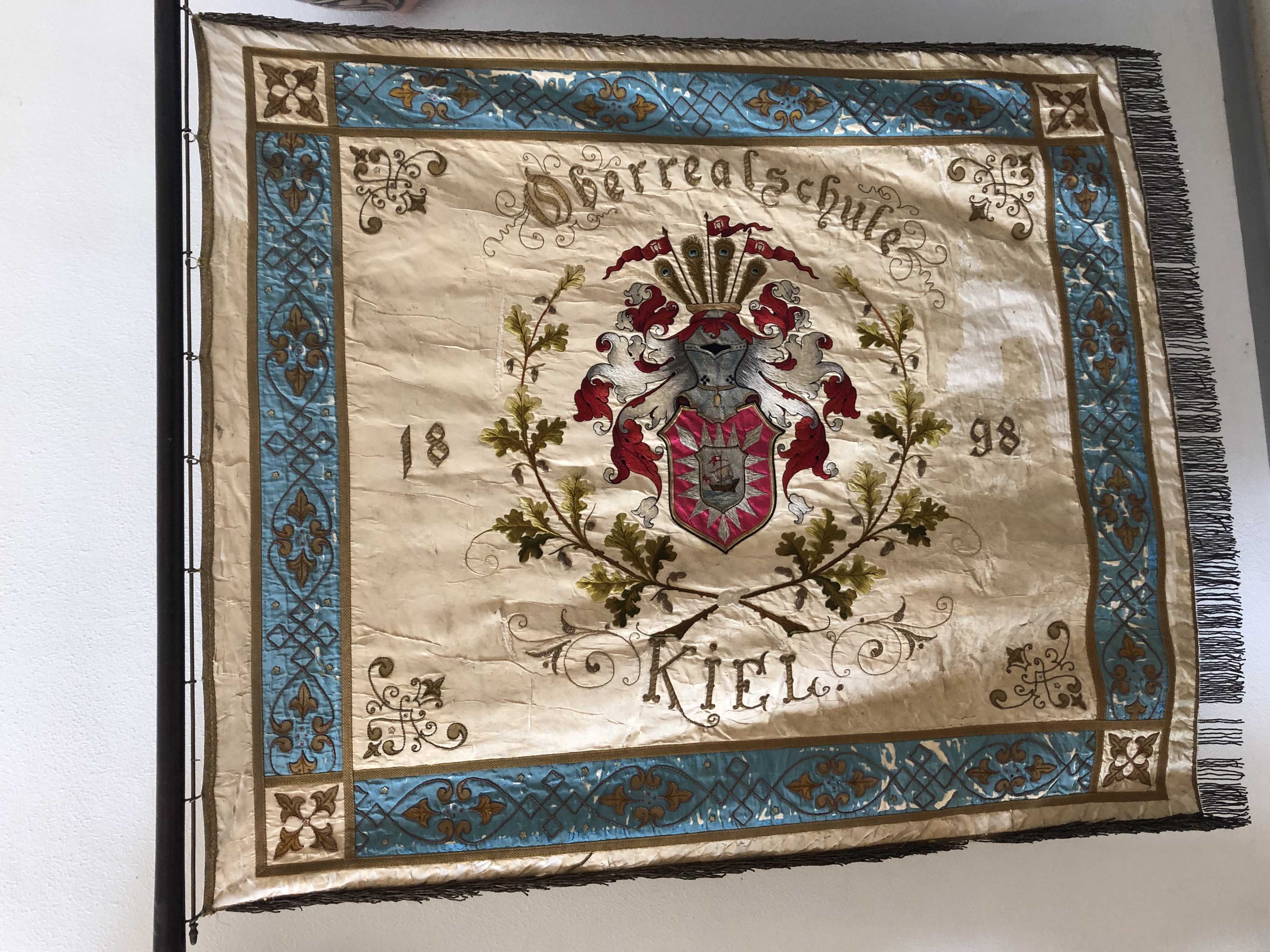
Flagge der Oberrealschule Kiel 1898
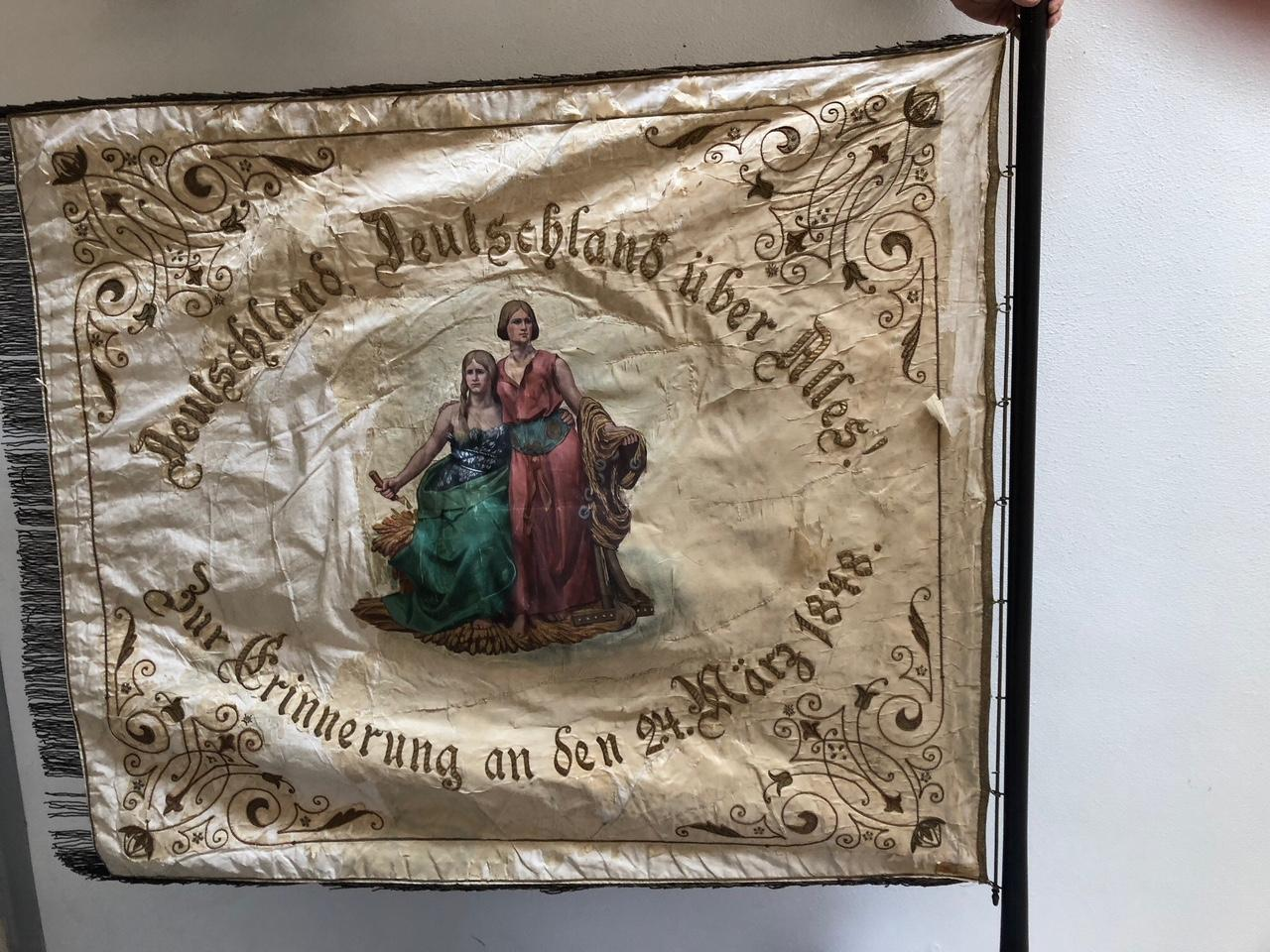
Deutschland, Deutschland über Alles! Zur Erinnerung an den 24. März 1848

## Architektur und Gebäude
Das heute noch bestehende, erste Gebäude der Schule am Knooper Weg in Kiel-Schreventeich – später bzw. heute als „Altbauflügel“ bezeichnet – wurde 1876/77 im historistischen Stil der Neugotik nach den Plänen des damaligen Kieler Stadtbaumeisters Friedrich Wilhelm Schweitzer errichtet. Auf dem Schulgrundstück, das zwischen dem Knooper Weg, dem Schrevenpark und dem Kraftwerk Humboldtstraße gelegen ist, wurde das Gebäude vom Knooper Weg zurückgesetzt sowie zur linkerhand liegenden Klopstockstraße hin schräg gestellt, so dass sich vor der Gebäudevorderfront mit dem Haupteingang ein kleiner dreieckiger Platz ergab.
Das Hauptgebäude der Schule, der Altbauflügel von 1877, wurde im August 1976 unter Denkmalschutz gestellt. Es war die erste Unterdenkmalschutzstellung eines Schulgebäudes in Kiel.
Es wurde noch ein „Turm“ an den Neubauflügel von 1951 angebaut. 2018 kam noch eine Mensa an der Einfahrt von der Humboldtstraße hinzu.

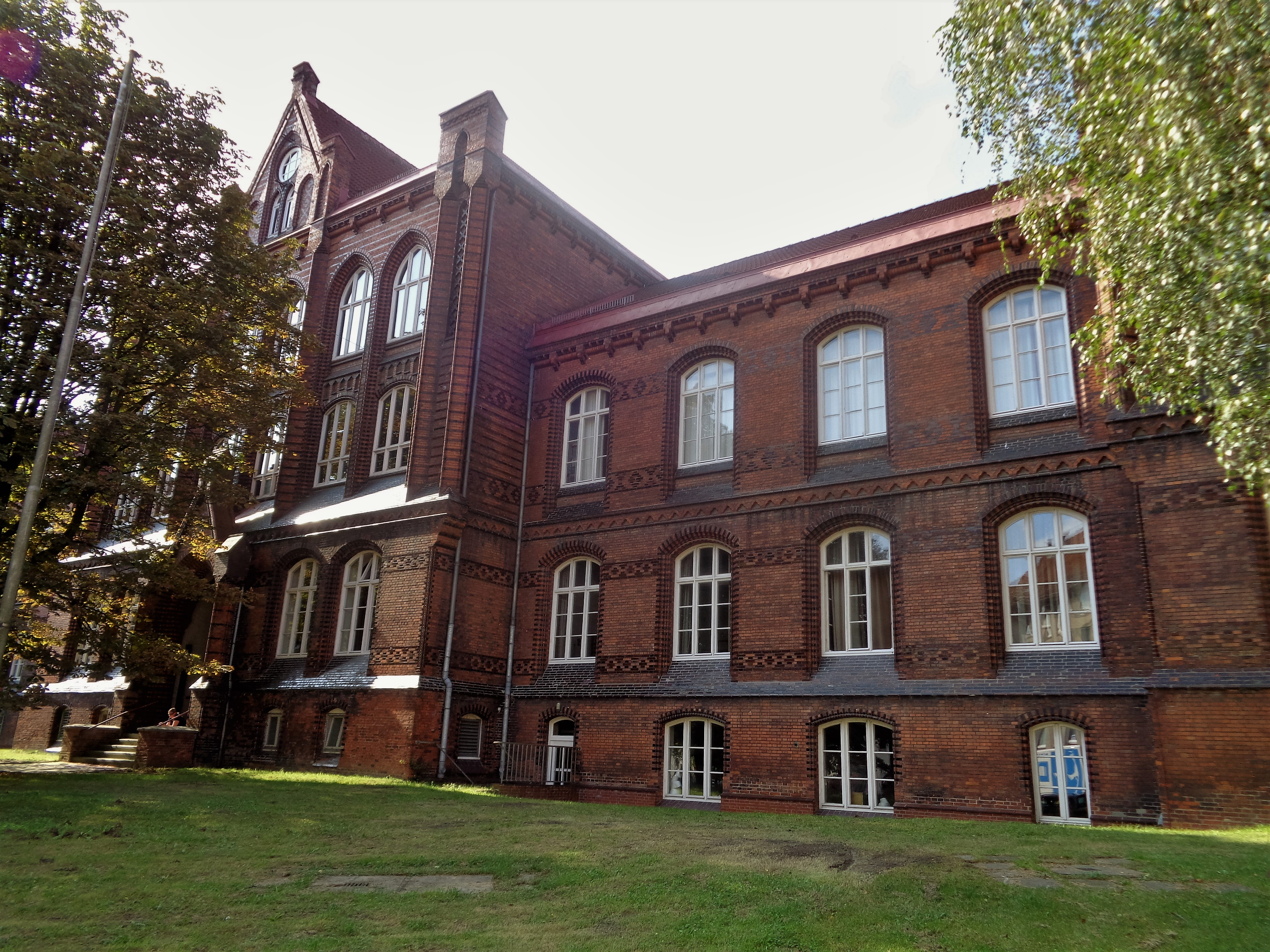
Altbau, Südflügel von vorne
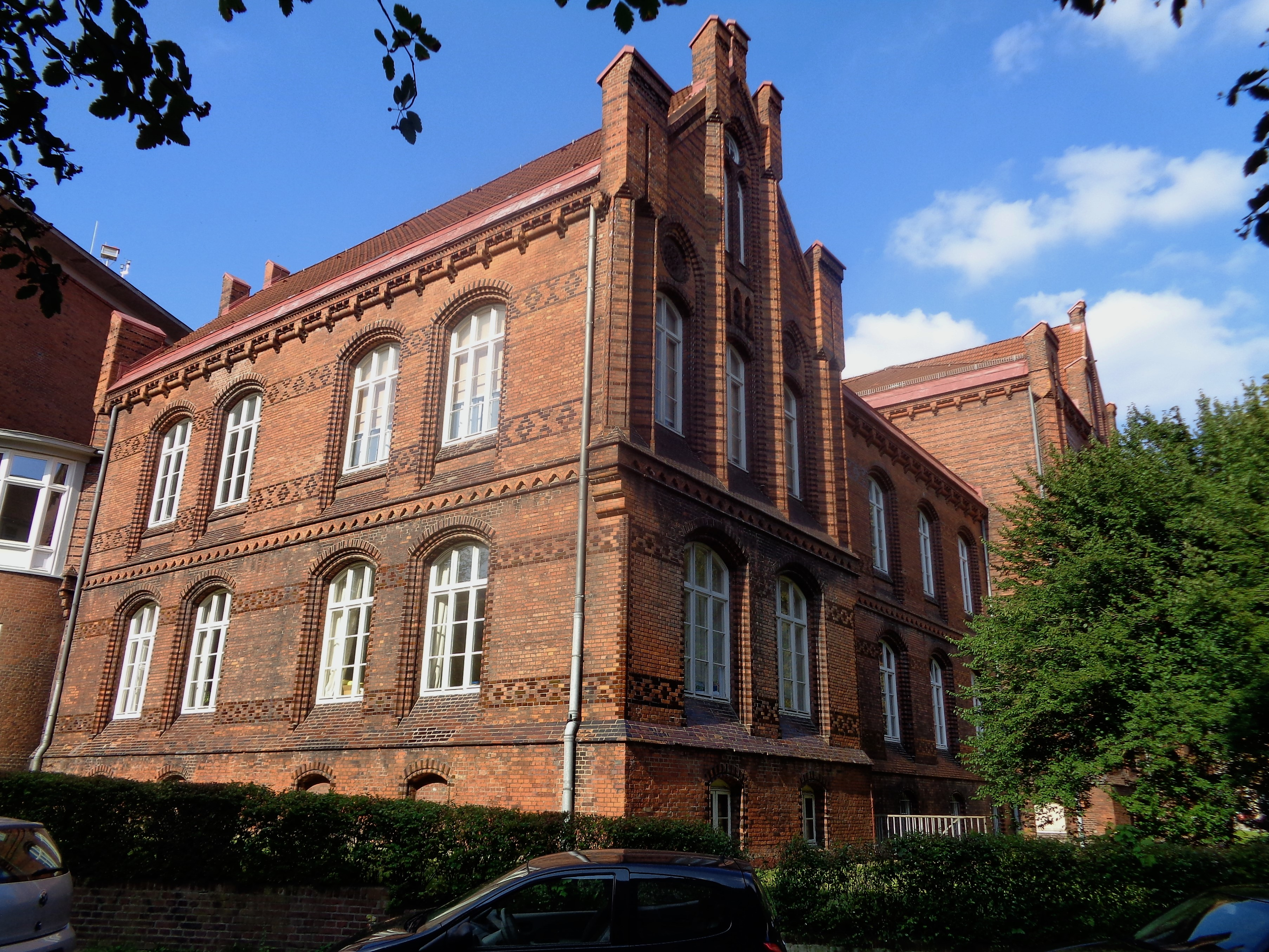
Altbau, Nordflügel von vorne
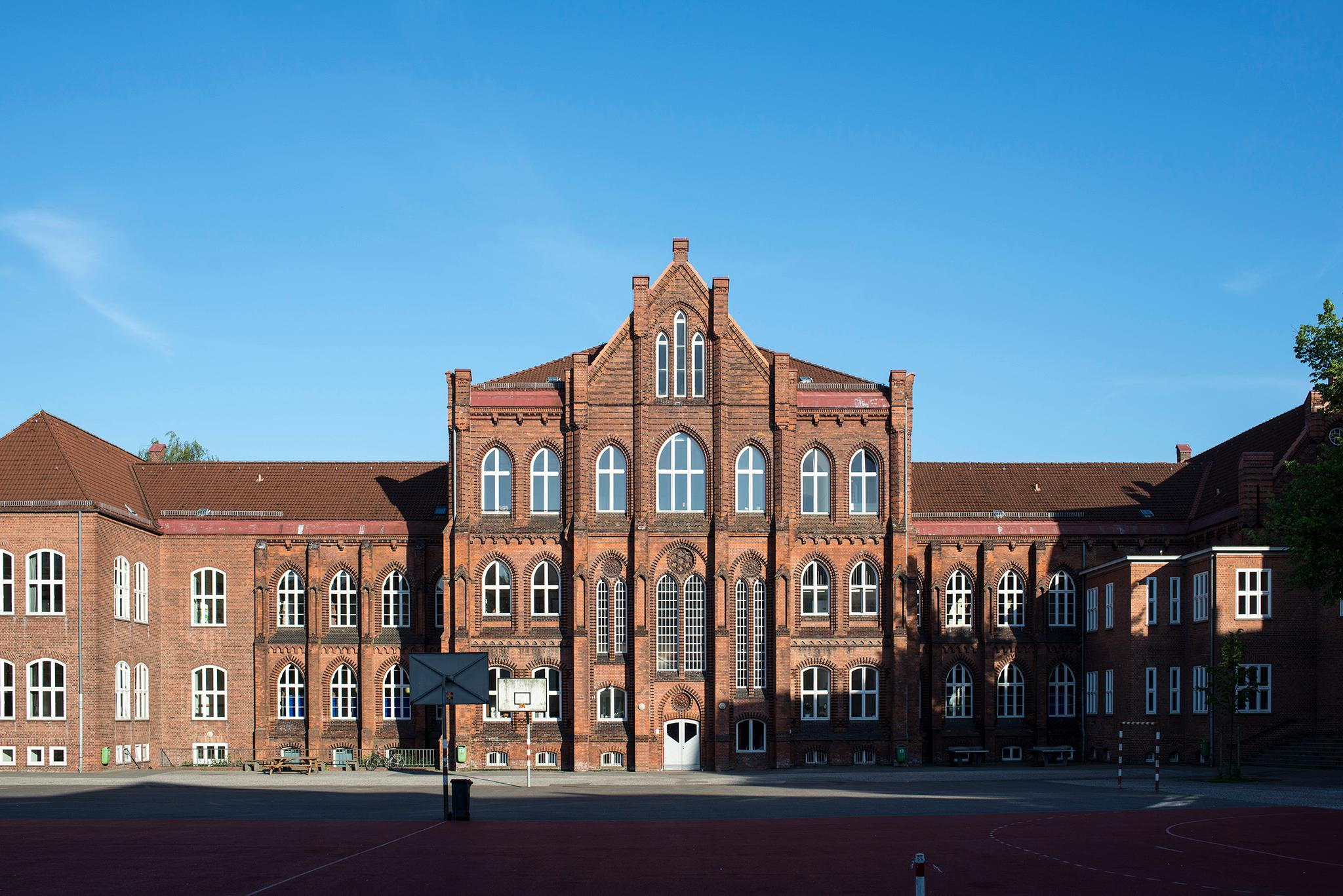
Altbau vom Schulhof
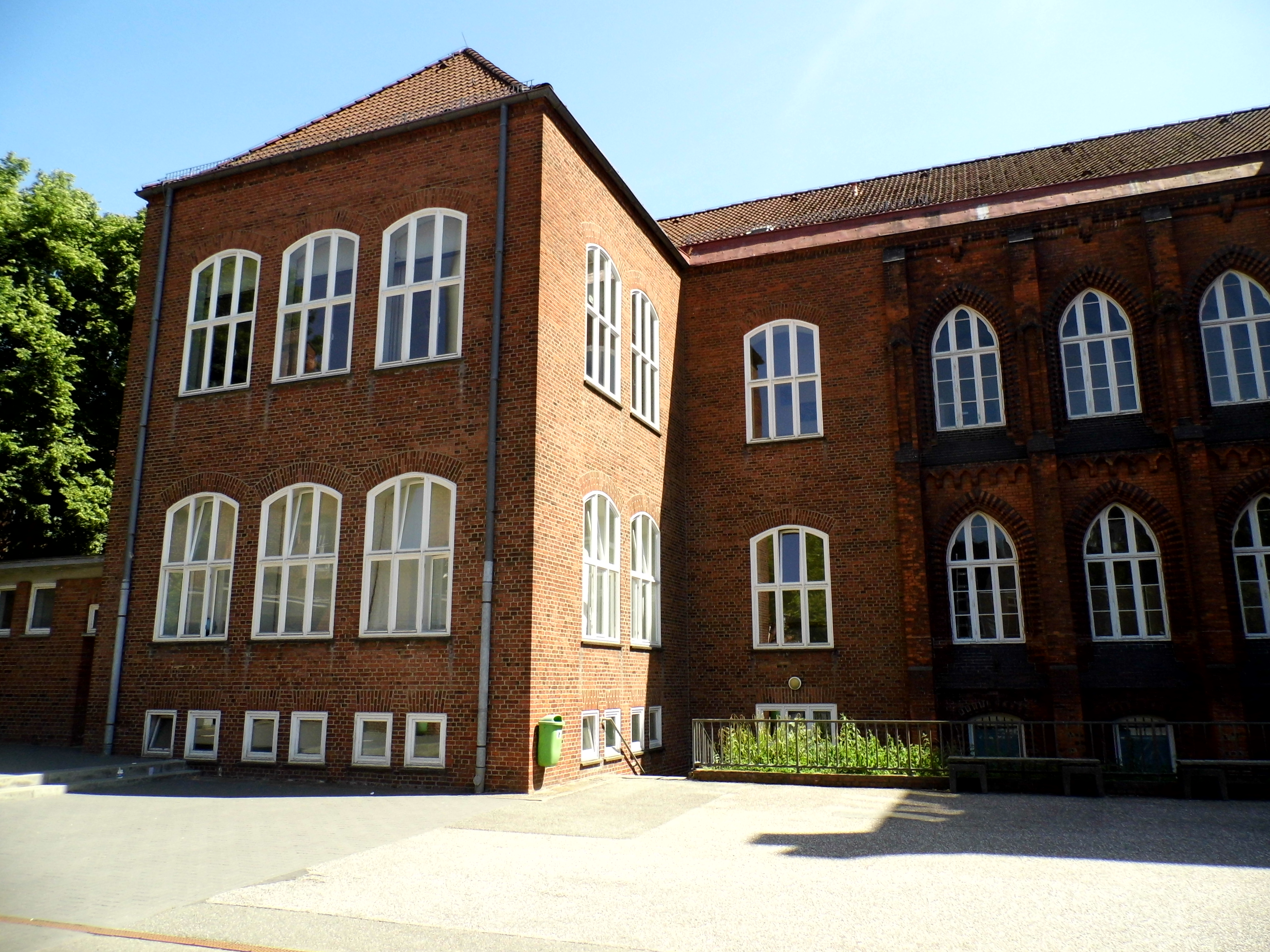
Altbau, Nordflügel vom Schulhof; Nach dem Zweiten Weltkrieg wieder aufgebaut
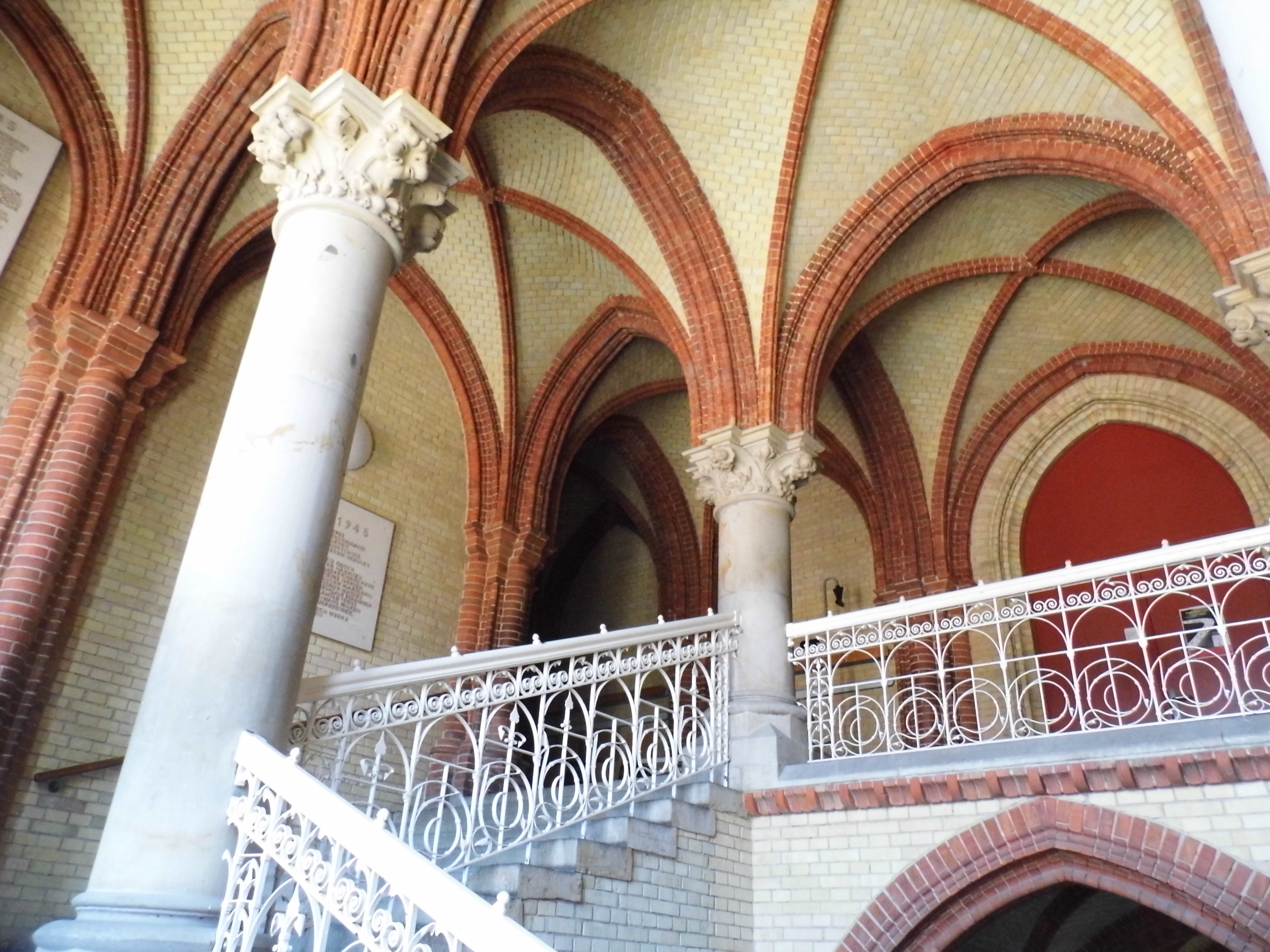
Altbau, Säulenhalle Aufgang
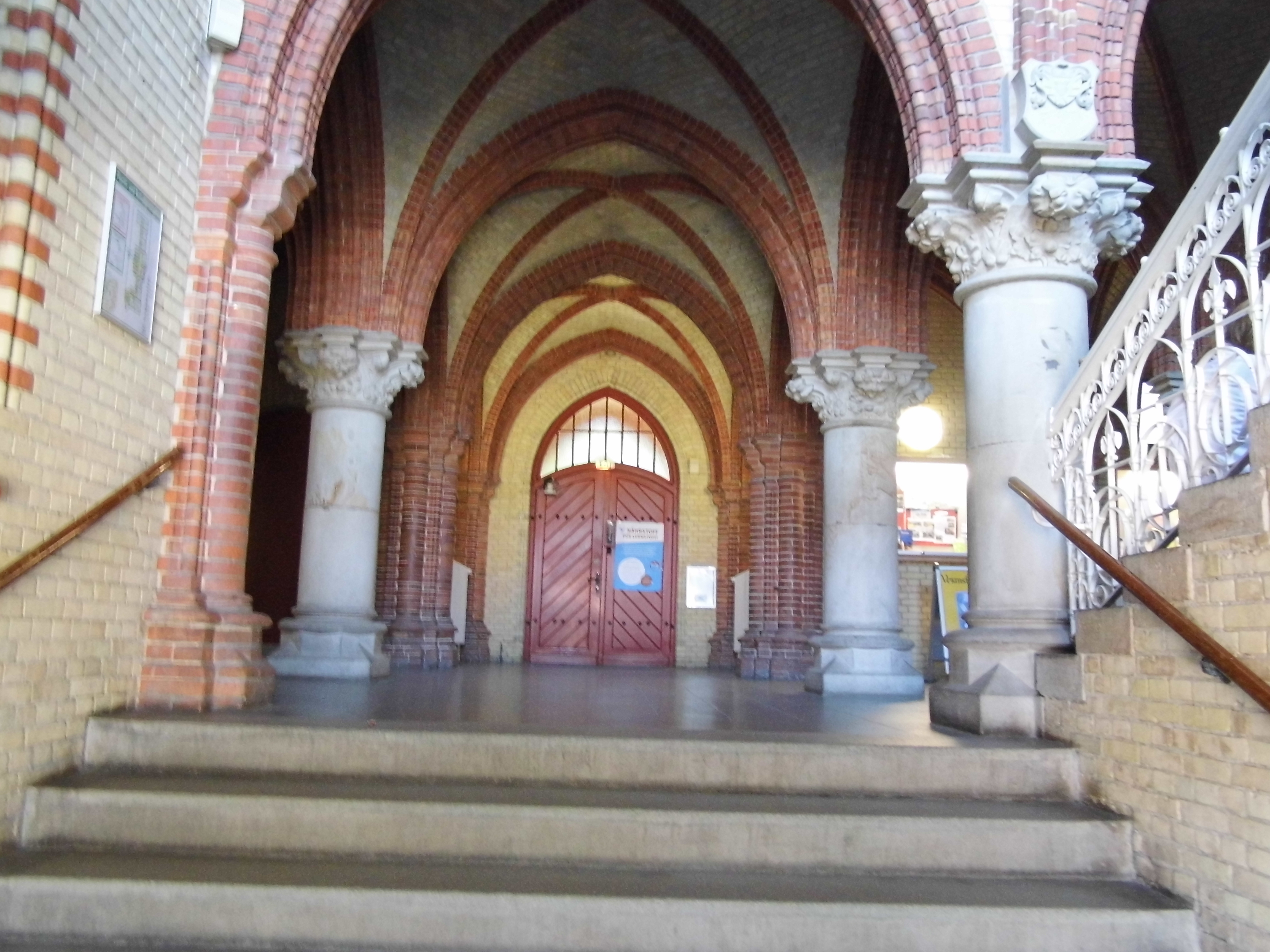
Altbau, Säulenhalle Eingang vom Schulhof
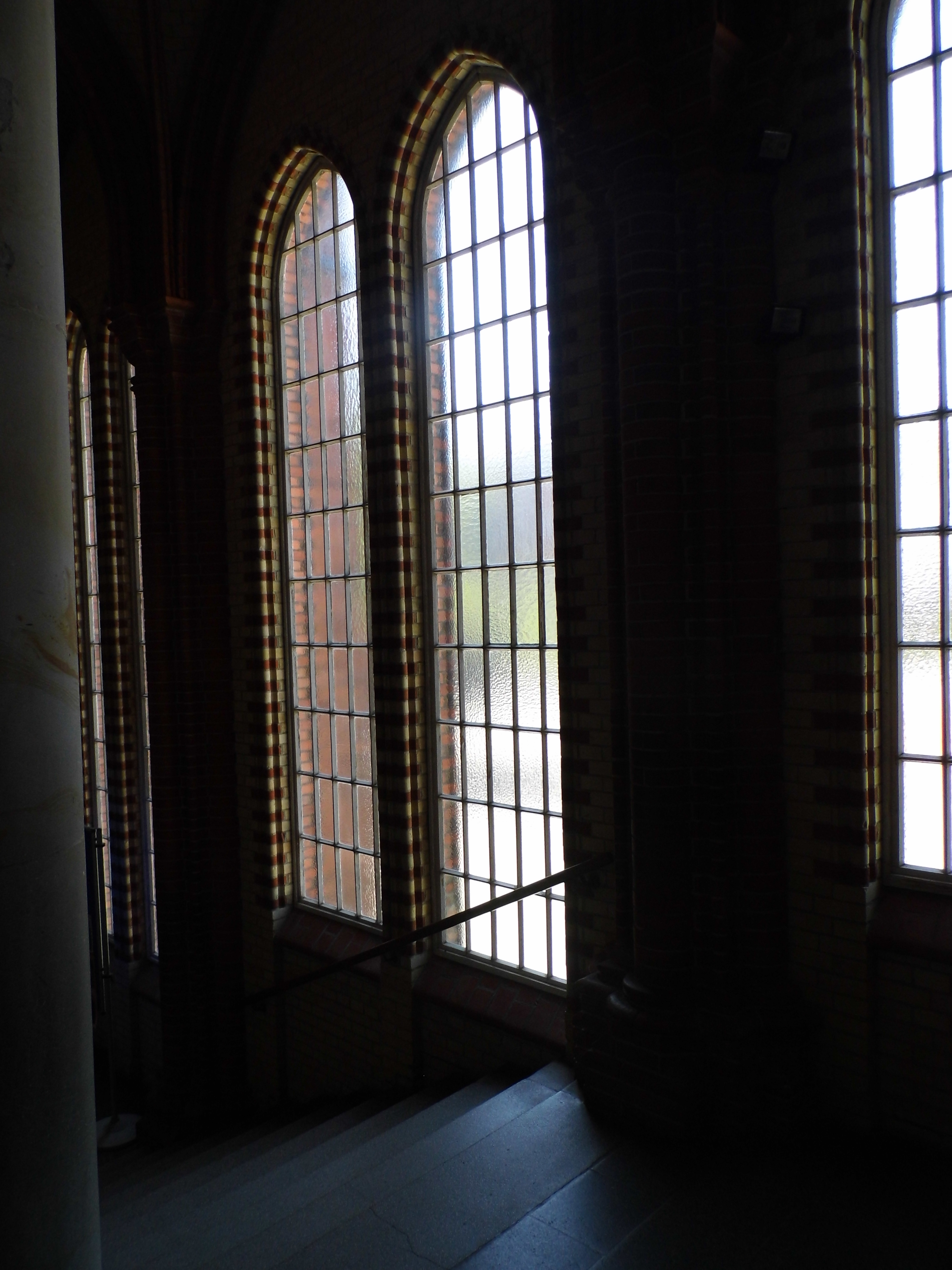
Fenster beim Aufgang in der Säulenhalle
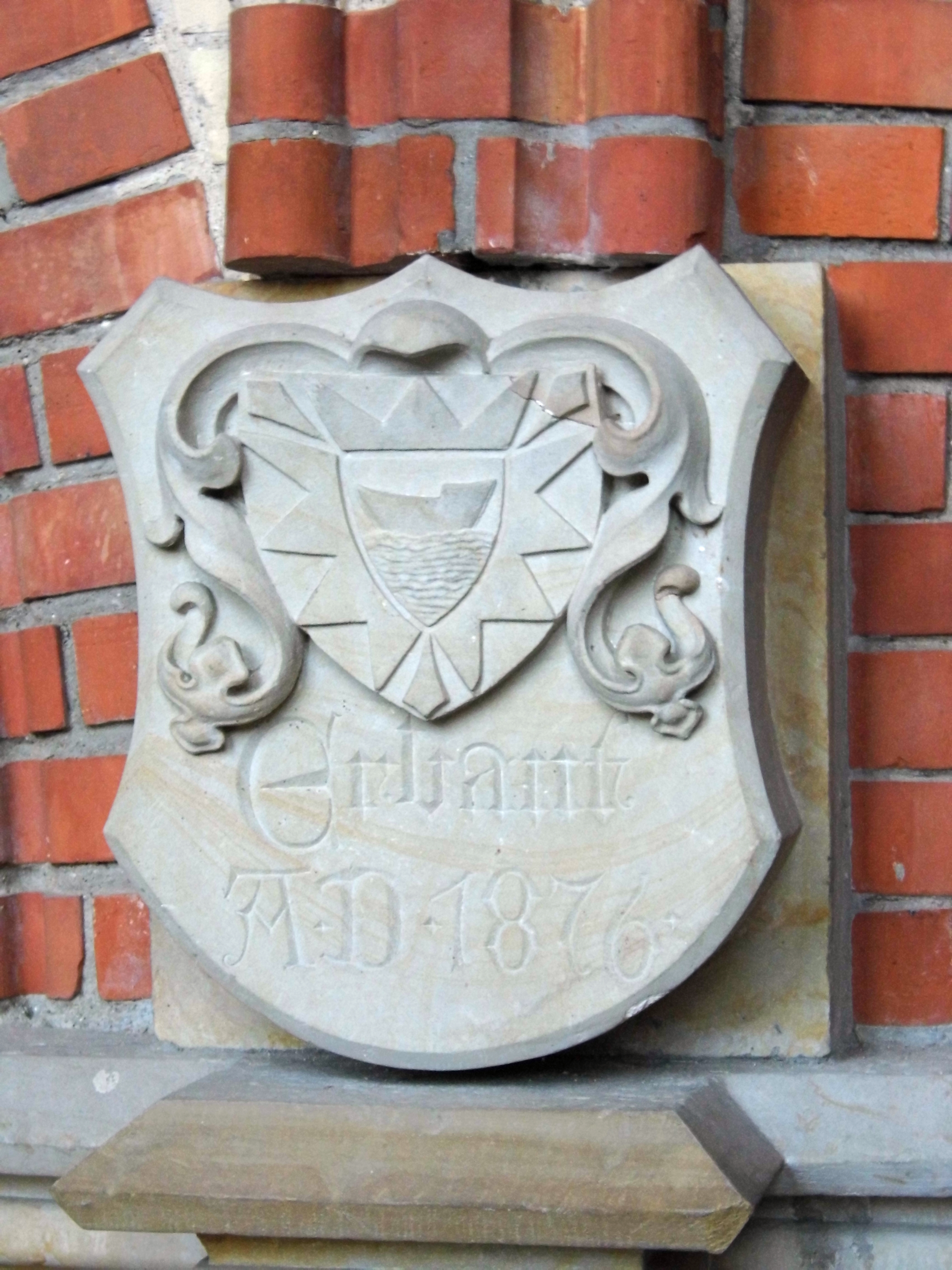
Altbau, Säulenhalle Stein in über einem Kapitel – Erbaut AD 1876
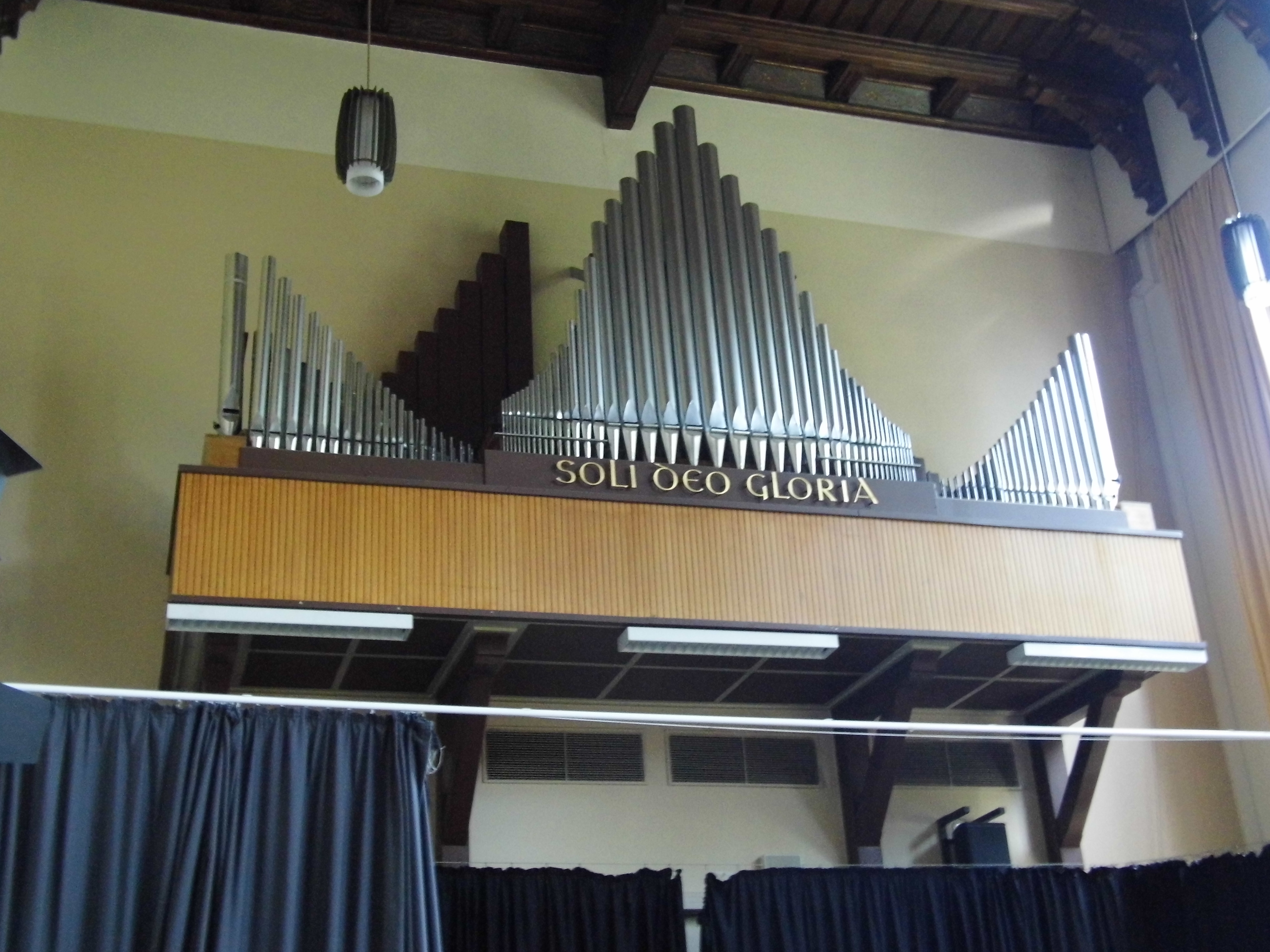
Altbau, Orgel in der Aula
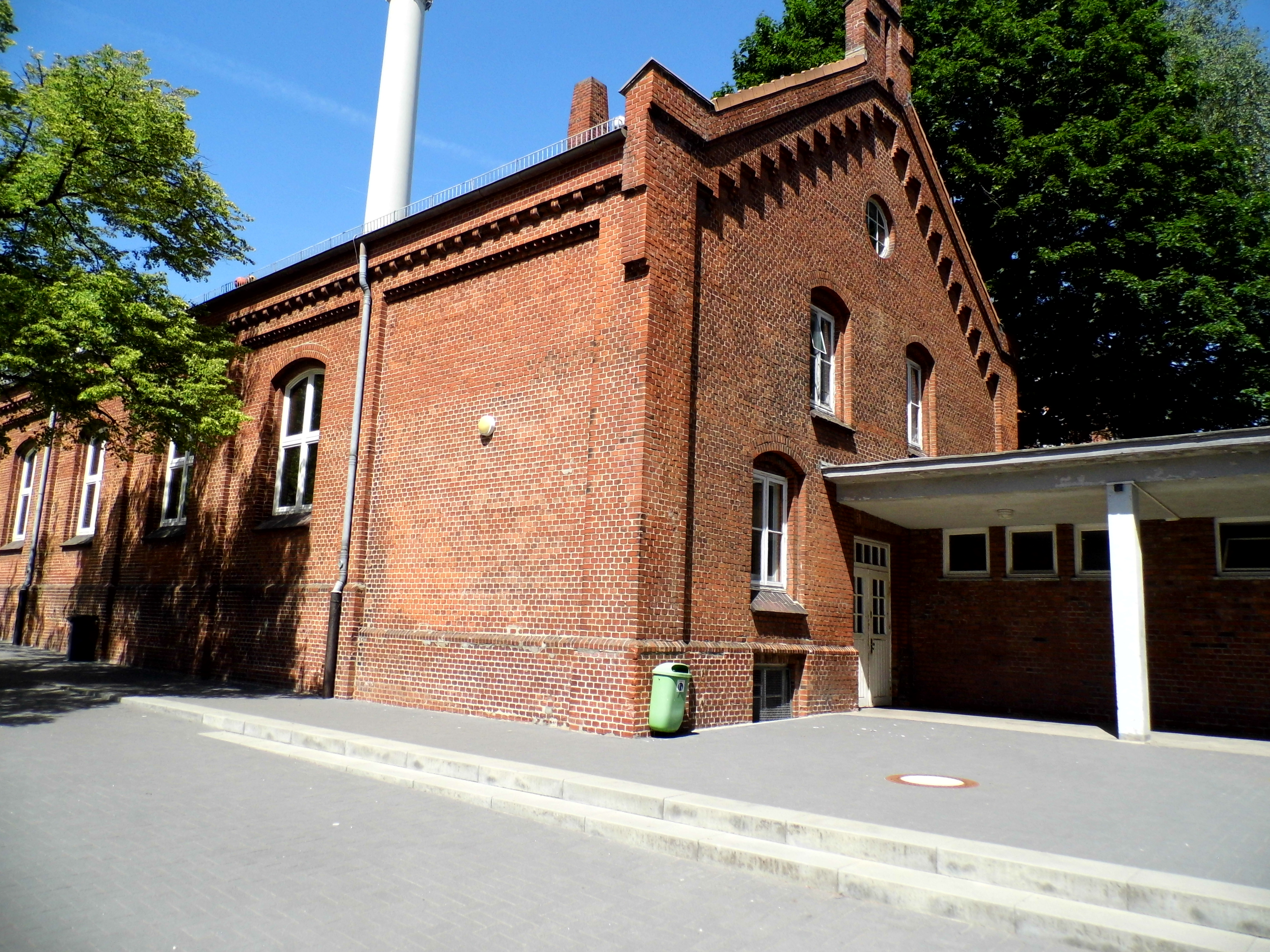
Turnhalle von 1888
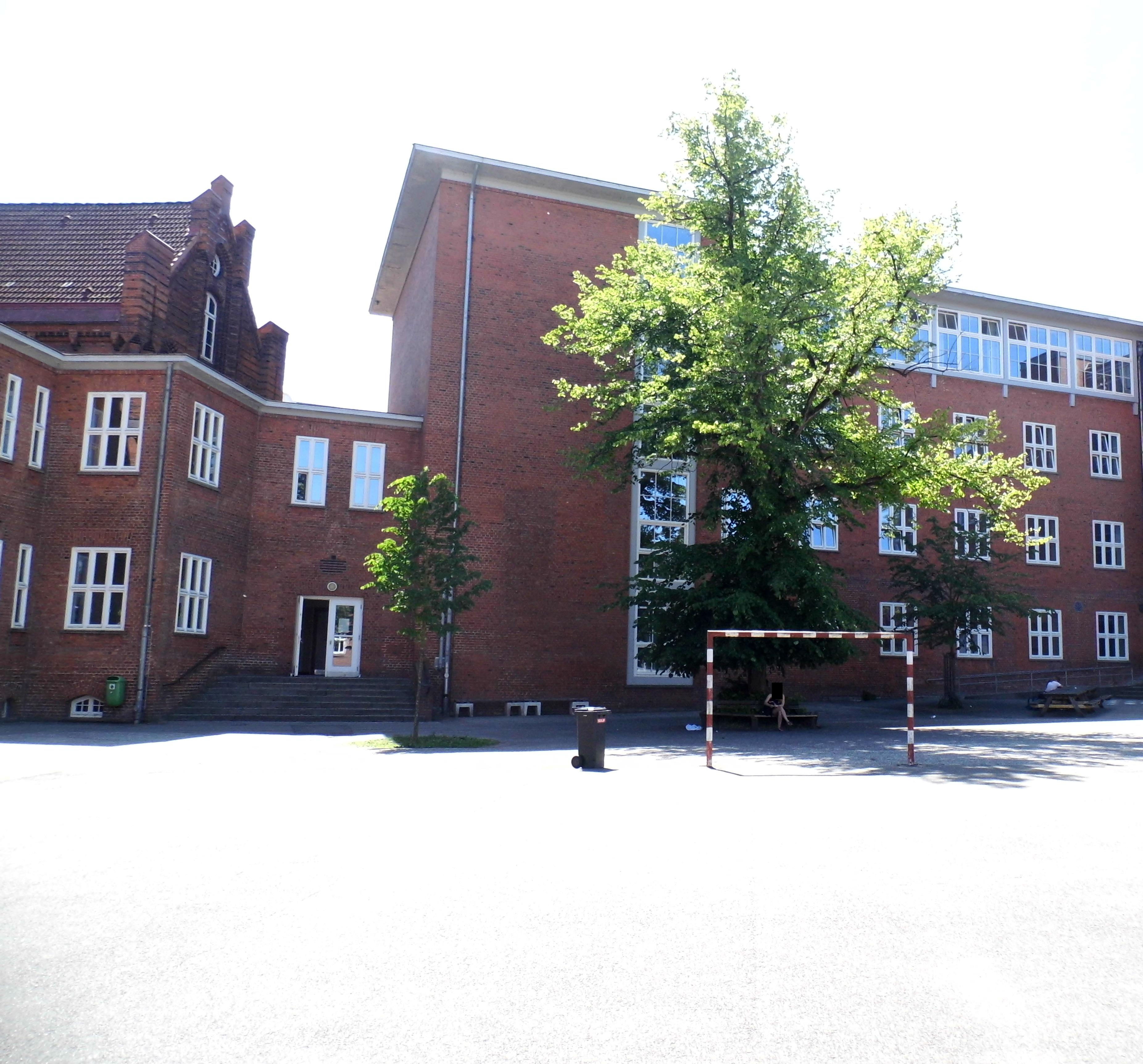
Neubau von 1951
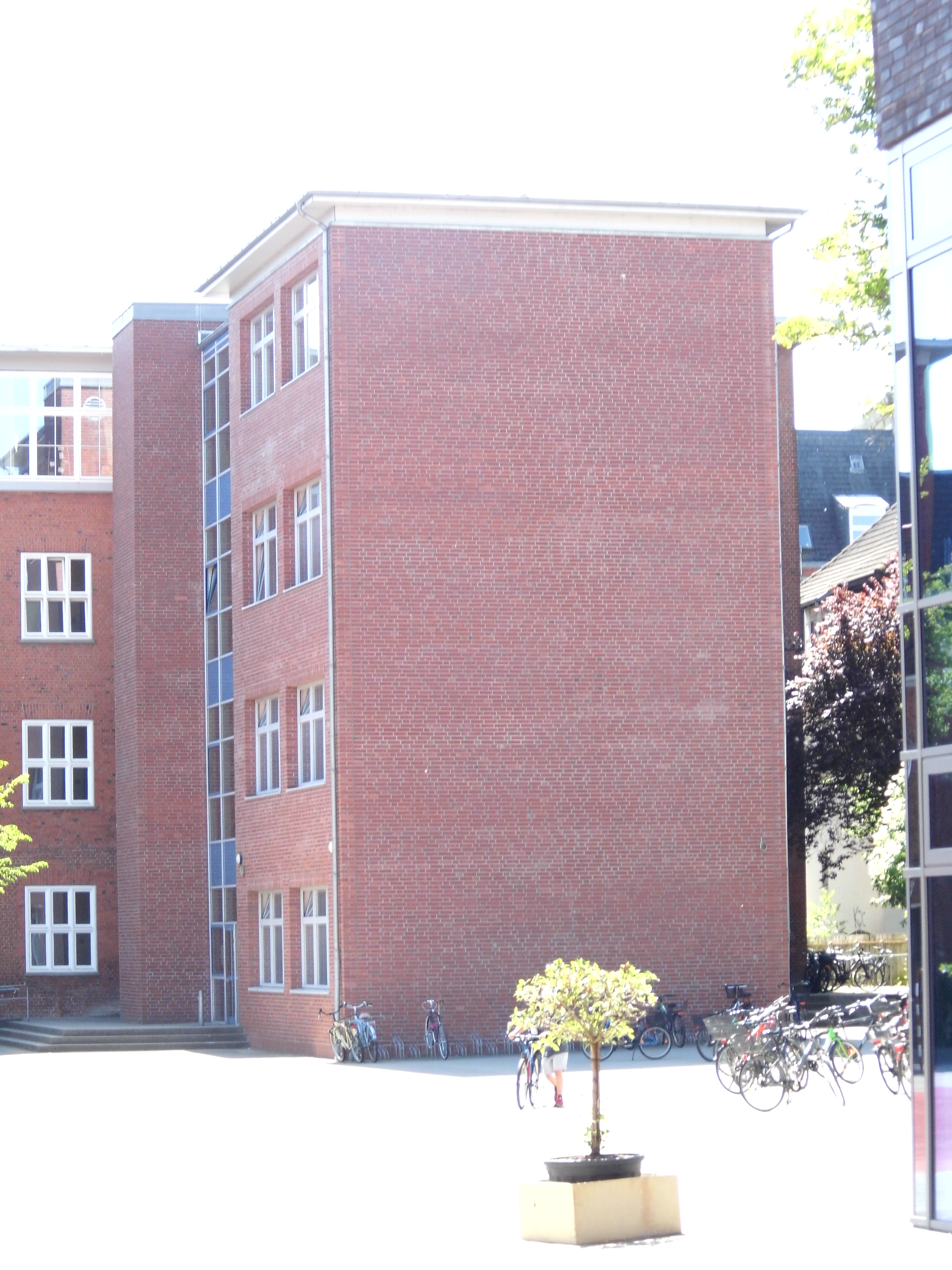
Turm
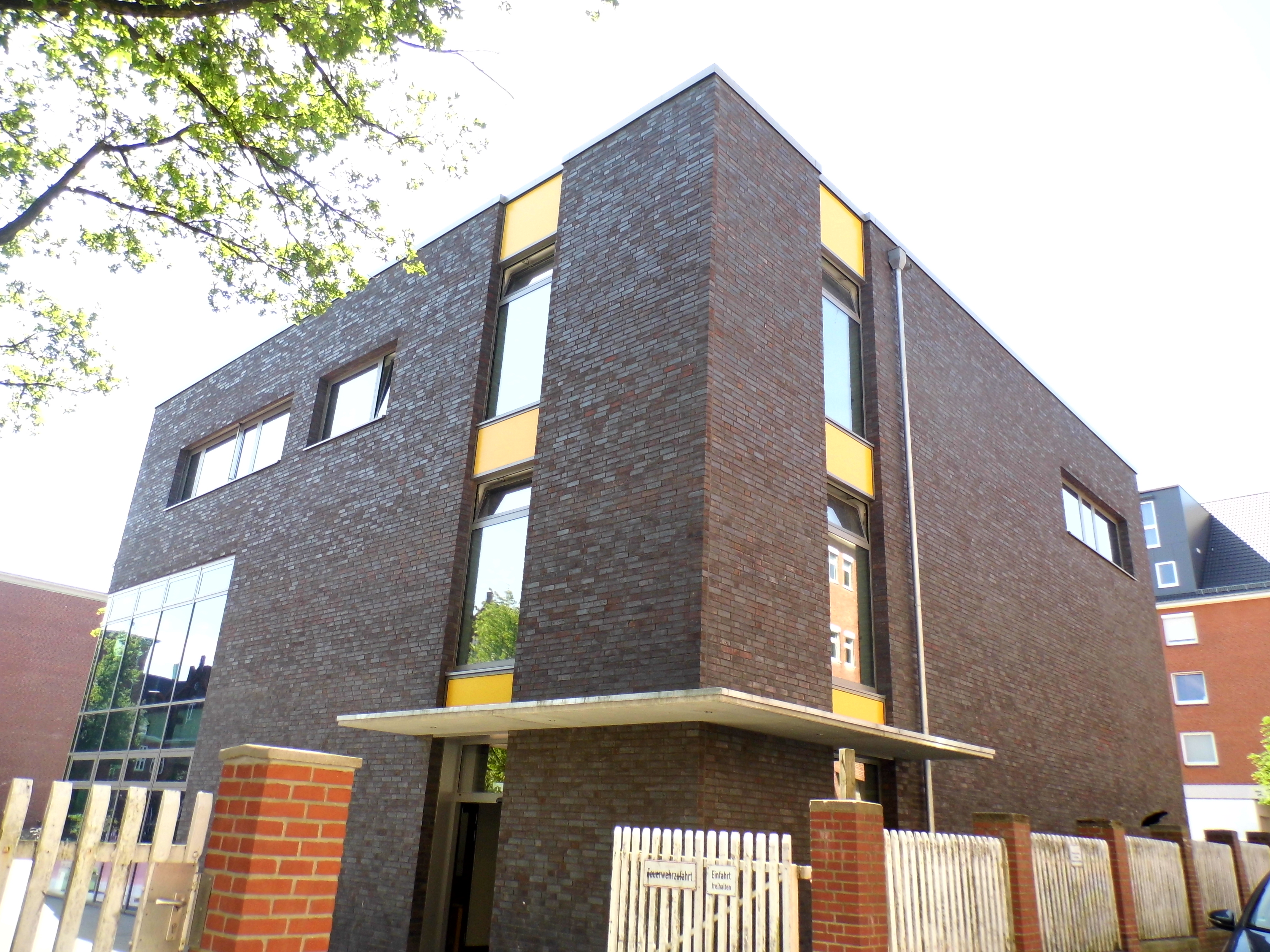
Mensa von 2018

## Nachbarschaft

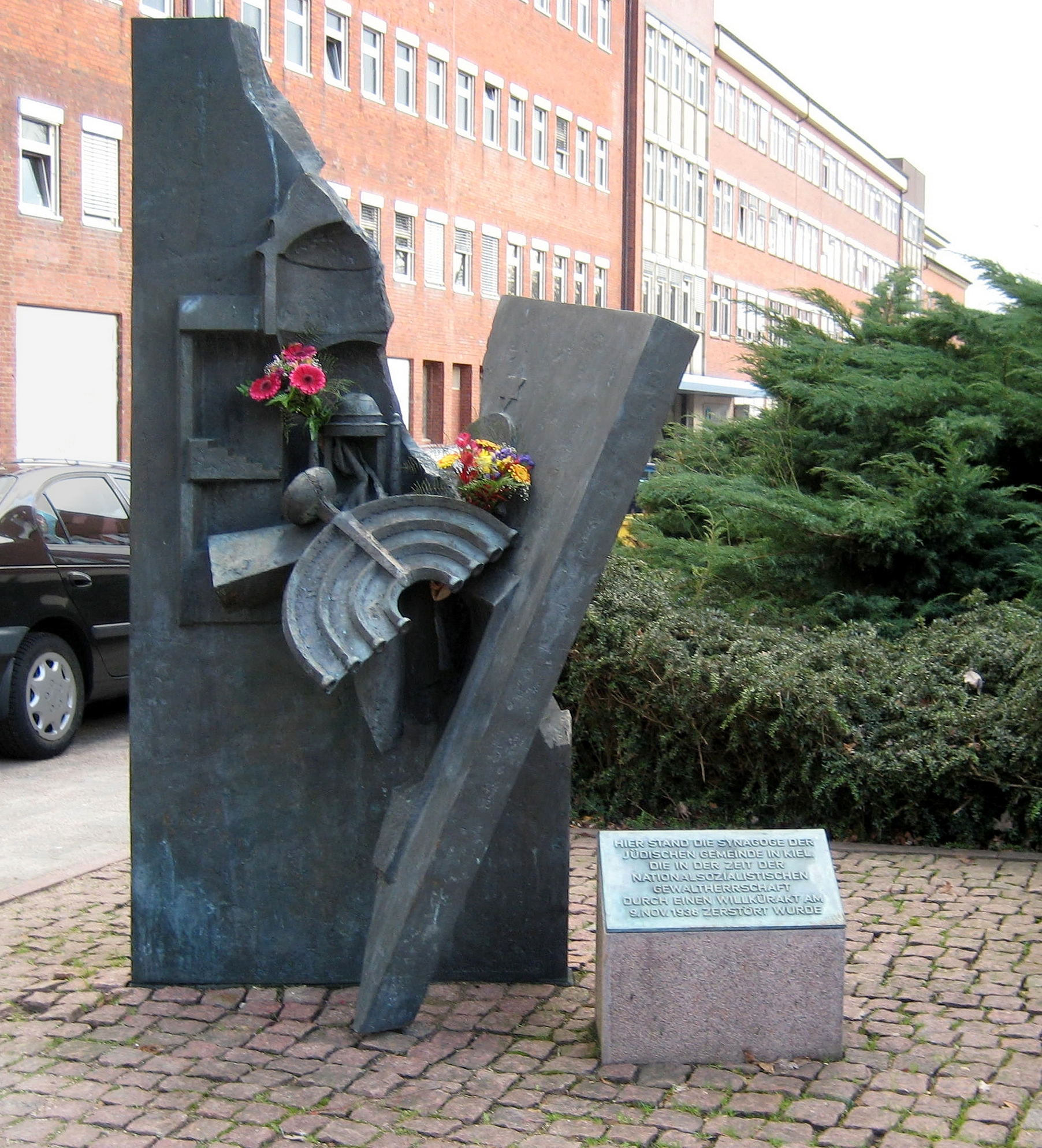
Mahnmal zum Gedenken an die Zerstörung der Synagoge in der Goethestraße/Ecke Humboldtstraße (2011)

In unmittelbarer Nachbarschaft der Schule entstand Ende der 1900er-Jahre auf dem angrenzenden Grundstück an der Ecke Humboldtstraße/Goethestraße die Anfang 1910 eröffnete Synagoge Goethestraße, die neben einem großen Versammlungsraum unter anderem auch eine Religionsschule beherbergte und die zu einem Zentrum des jüdischen Lebens in Kiel wurde. Die Synagoge wurde in der Zeit des Nationalsozialismus, im Jahr 1938 in der Pogromnacht zerstört. Seit 1989 befindet sich dort ein von der Bildhauerin Doris Waschk-Balz gestaltetes Mahnmal mit einer zuvor angebrachten Gedenktafel von 1968.
Gegenüber der Schule an der Humboldtstraße befindet sich das 1901 erbaute Kraftwerk Humboldtstraße, das die Stadtwerke Kiel im gleichen Jahr in Betrieb nahmen und damit die Kieler Stromversorgung starteten. Seit 1907 versorgt das Kraftwerk die Stadt mit Fernwärme.

## Partnerschaft und Schüleraustausch
Die Schule unterhält Partnerschaften mit mehreren Schulen, u. a. mit:
- Kobe (Japan): Hyogo Prefectural International Senior High School
- Posen (Polen): Społeczna Czwórka
- Seattle (USA): Seattle Preperatory School
- Aubigny-en-Artois (Frankreich): Collège Jean Monnet

## Persönlichkeiten

### Schüler
- Hans-Joachim Barow (1923–2016), Jurist, Kieler Bürgermeister von 1970 bis 1978
- Waldemar Bonsels (1880–1952), Schriftsteller, Autor der Biene Maja
- Horst Bredekamp (* 1947), Kunsthistoriker
- Peter Cornelius (1913–1970), Fotograf und Fotojournalist (Abitur 1931)
- Kurt-Walter Hanssen, Politiker der NSDAP
- Karl Hasselmann (1898–1975), ev.-luth. Propst
- Hans Howaldt (1888–1970), U-Boot-Kommandant
- Rudolf Katz (1895–1961), erster Vizepräsident des Bundesverfassungsgerichtes
- Jörn Klimant (* 1958), Jurist und Politiker, Landrat des Kreises Dithmarschen (Abitur 1977)
- Karl Mannzen (1903–1980), Richter am Bundesgerichtshof
- Peter Matthiessen (1907–1995), Landtagsabgeordneter
- Hans Olde (1855–1917), Maler
- Heiko Petersen (* 1980), Fußballspieler
- Kurt Petersen (1904–1971), Jurist, Bürgermeister von Itzehoe (NSDAP)
- Katrin Pieczonka (* 1972), Malerin (Abitur)
- Werner Repenning (1915–1967), deutscher Brigadegeneral
- Jochen Steffen (1922–1987), SPD-Politiker
- Maximilian Mordhorst (* 1996), FDP-Politiker

### Lehrer
- Ernst Meissel (1826–1895), Astronom und Mathematiker (Direktor der Knabenbürgerschule ab 1871)
- Emil Hausknecht (1853–1927), Professor in Japan und den USA
- Erich Hoffmann (1926–2005), Historiker, von 1955 bis 1969 Lehrer am Humboldt-Gymnasium